# Blandá
Il fiume Blandá nasce dalle pendici nordoccidentali del ghiacciaio Hofsjökull, nella regione settentrionale di Norðurland vestra, e scorre nella contea di Austur-Húnavatnssýsla attraversando la città di Blönduós, per poi sfociare nella baia di Húnaflói.
È uno tra i cinque fiumi più importanti dell'Islanda, dal corso molto ripido e impetuoso, tale da renderlo come tutti i fiumi islandesi non navigabile.

## Descrizione
Il Blandá si origina dall'unione di molti piccoli ruscelli alimentati dall'acqua di fusione del ghiacciaio Hofsjökull, negli Altopiani d'Islanda. A nord si trova la lingua glaciale del Blöndujökull.
Il suo corso entra poi nel bacino idrico Blöndulón, da cui esce per entrare nel villaggio di Húnavatnssýsla, scorre poi nella gola del Blöndugil, per andare poi a sfociare a Blönduós (in lingua islandese: foce del Blandá), nella baia Húnaflói, precisamente nel Húnafjörður, un fiordo del Mar Glaciale Artico.
Il Blandá ha una lunghezza complessiva di oltre 125 km, che lo rende uno dei fiumi più lunghi in Islanda. La portata media del fiume è di 60 m³/s. In estate la portata è di 40–90 m³/s, in inverno 20–30 m³/s. La più grande portata misurata a Blöndudalur è stata di 550 m³/s.

## Storia
Nel 1990 fu edificata la diga per la produzione  di energia idroelettrica: la centrale è in grado di produrre fino a 150 MW di potenza.

## Fauna
La particolarità di questo fiume è la sua ricchezza di salmoni: pare che in alcune estati se ne possano pescare finio a 3000 unità. Prima della costruzione della diga i salmoni potevano deporre le loro uova fino sotto le pendici del ghiacciaio.